# 傑別德河
41°22′N 44°58′E / 41.367°N 44.967°E

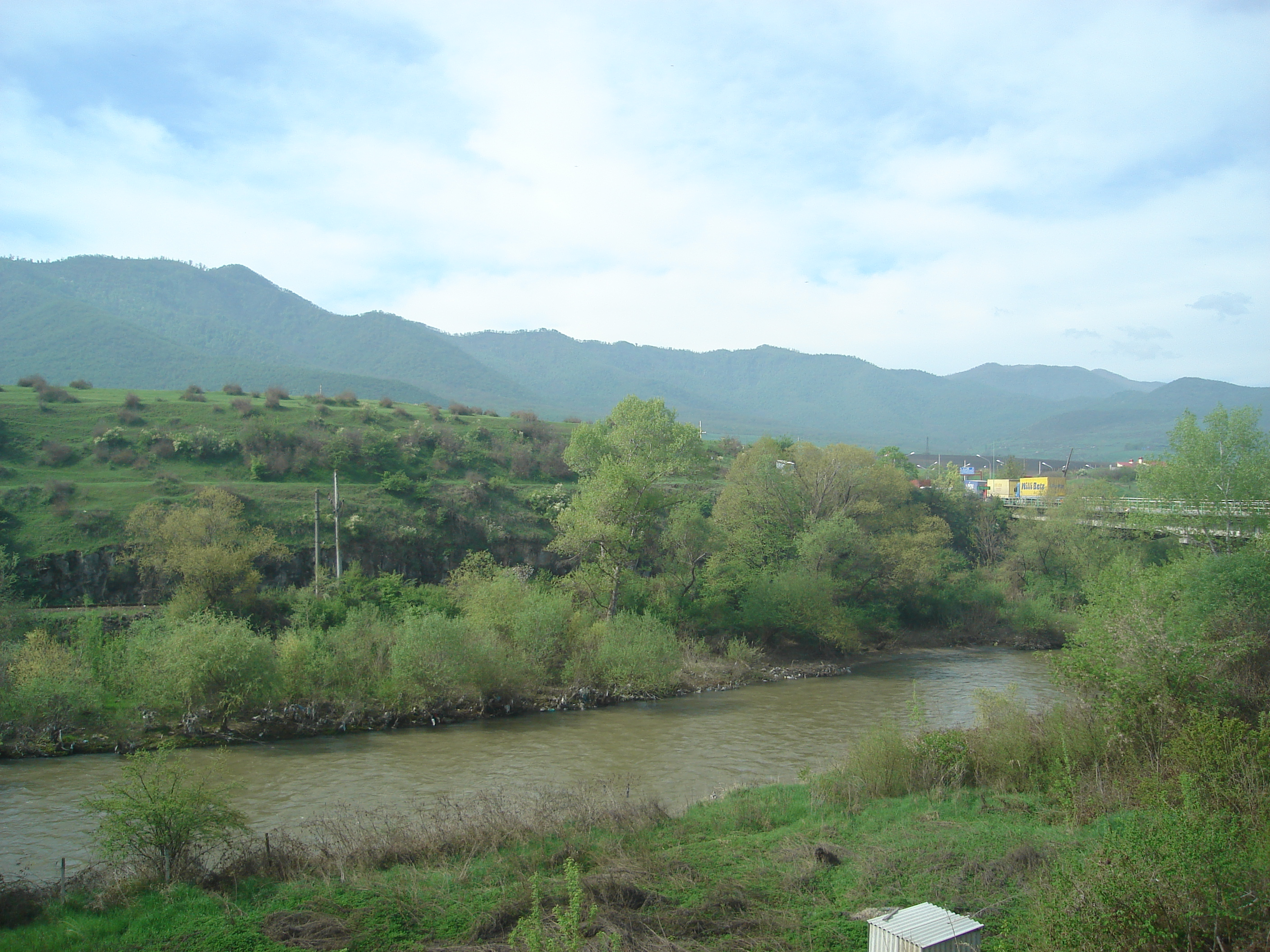
杰别德河

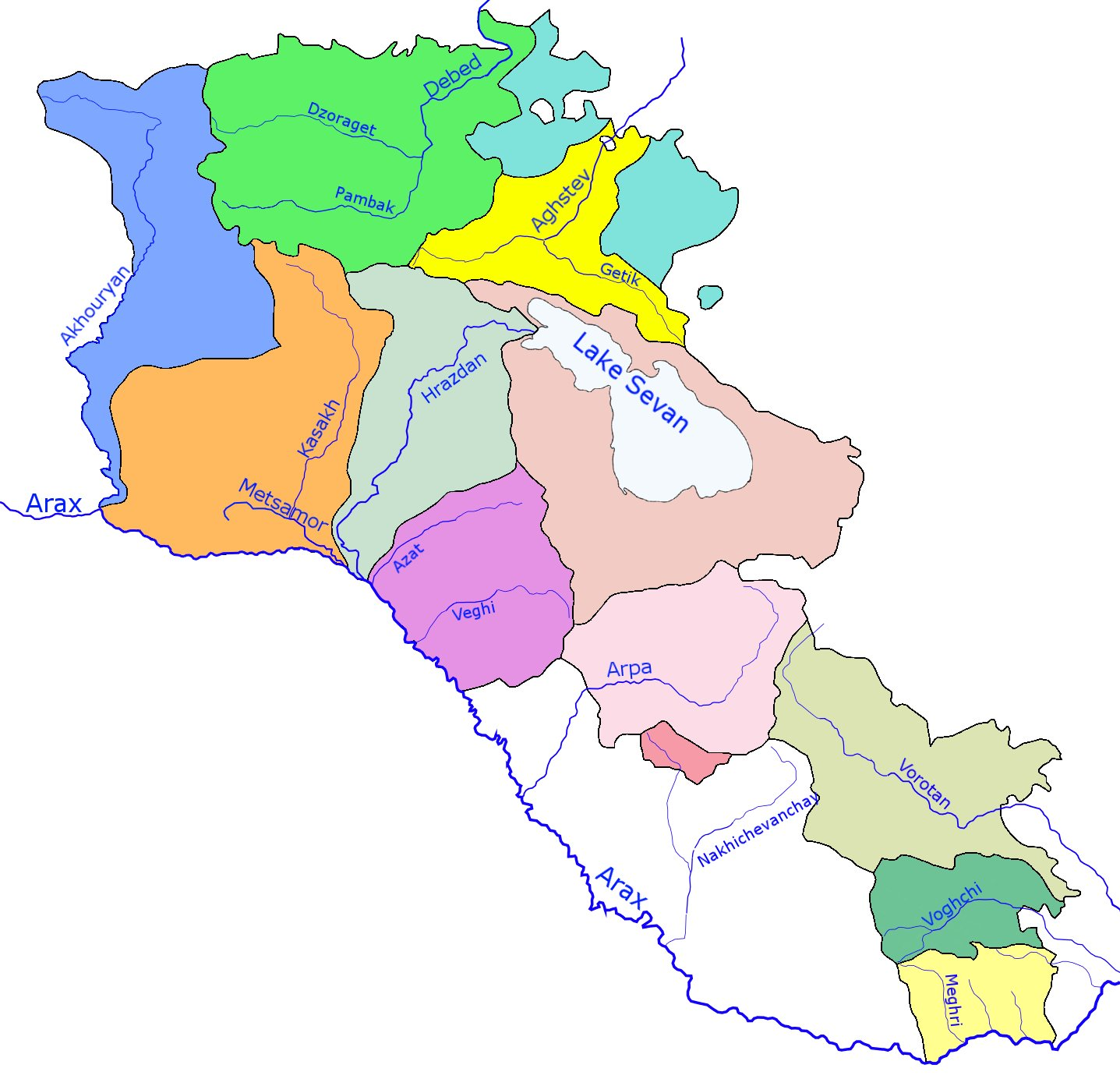
位置圖（图中“Debed”）

杰别德河，是西亞的河流，發源自亞美尼亞北部洛里州，流經格魯吉亞，最終注入赫拉米河，河道全長178公里，流域面積4,050平方公里。